# Elric von Melniboné

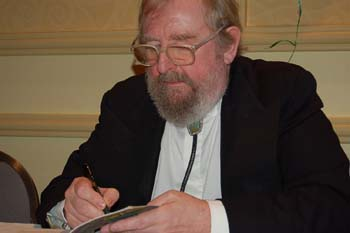
Michael Moorcock

Bei Elric von Melniboné handelt es sich um eine literarische Figur des Autors Michael Moorcock, die prägend für das Bild des tragischen Helden in der phantastischen Literatur und im Rollenspiel wurde.
Nominell ist der unter Albinismus leidende Elric Herrscher über die Dracheninsel und deren Bewohner. Als grüblerischer Sonderling, der auch den Sinn seiner Untertanen für Grausamkeiten nicht teilt, ist er innerhalb seines Volkes isoliert. Elric ist eine Inkarnation des Ewigen Helden, damit ein Streiter zwischen den Schicksalsmächten Chaos und Ordnung und für das Schicksal seiner ihn umgebenden Welt verantwortlich.
Elric ist eine Art negativer Held. Körperlich ein Schwächling, der von Drogen oder später seinem Schwert Sturmbringer abhängig ist, zerstört er im Lauf der Geschichte seine Heimat, anstatt sie zu retten. Das Leben Elrics ist gezeichnet von Tragödien und Schicksalsschlägen. Unter Einfluss seines magischen Schwertes tötet er seine Geliebte, bringt seinen Freunden Unglück oder Tod. Damit bildet die Gestalt Elrics einen Kontrast zu dem weitverbreiteten guten Heldentypus, den man in Fantasyromanen überwiegend findet.
Durch Julien Blondel (Autor), Didier Poli (Illustrator), Robin Recht (Illustrator) und Jean Bastide (Illustrator) wurde der Roman auch als Comic umgesetzt.
Es existieren mehrere Pen-&-Paper-Rollenspiele im Elric-Universum, der sogenannten Welt der jungen Königreiche, wie beispielsweise Sturmbringer. Nach dem Spitznamen Elrics hat sich ein US-amerikanischer Verlag White Wolf Inc. genannt.

## Elric-Romane
- 1961: The Stealer of Souls.
- 1970: The Singing Citadel.
- 1970: The Sleeping Sorceress. (The Vanishing Tower.)

Deutsch: Der verzauberte Turm. Heyne, 1981, ISBN 3-453-30631-7.
- 1972: Elric of Melniboné. (The Dreaming City.)

Deutsch: Elric von Melniboné. Heyne, 1982, ISBN 3-453-30556-6.
- 1973: The Jade Man's Eyes.
- 1973: The Return to Melniboné. (mit Philippe Druillet)
- 1976: The Sailor on the Seas of Fate.

Deutsch: Die See des Schicksals. Heyne, 1980, ISBN 3-453-30571-X.
- 1977: The Weird of the White Wolf.

Deutsch: Der Zauber des weißen Wolfs. Heyne, 1980, ISBN 3-453-30612-0.
- 1977: The Bane of the Black Sword.

Deutsch: Im Banne des schwarzen Schwertes. Heyne, 1981, ISBN 3-453-30656-2.
- 1977: Stormbringer.

Deutsch: Sturmbringer. Heyne, 1982, ISBN 3-453-30683-X.
- 1985: Elric at the End of Time.
- 1989: The Fortress of the Pearl.

Deutsch: Die Festung der Perle. Heyne, 1994, ISBN 3-453-06576-X.
- 1991: The Revenge of the Rose.

Deutsch: Die Rache der Rose. Heyne 1995, ISBN 3-453-07994-9.
- 1994: Tales of the White Wolf

Deutsch: Die Rückkehr des weißen Wolfs. (Kurzgeschichten-Sammlung) Heyne 2002, ISBN 3-453-14022-2.
- 2001: The Dreamthief's Daughter.

Deutsch: Tochter der Traumdiebe. Piper, München 2005, ISBN 3-492-28610-0.
- 2003: The Skrayling Tree
- 2005:  The White Wolf's Son: The Albino Underground

- 2007: Die Erschaffung eines Hexers. Michael Moorcocks Elric 01 (Comic-Band). 1. Auflage. Panini Manga und Comic, 2007, ISBN 978-3-86607-374-6.

## Sammelbände
Band 1–3
Das Schattentor, Heyne 2002, ISBN 3-453-21368-8.
(Elric von Melniboné, Die See des Schicksals, Der Zauber des weißen Wolfes)
Band 4–6
Der bleiche Lord, Heyne 2002, ISBN 3-453-21373-4.
(Der verzauberte Turm, Im Banne des schwarzen Schwertes, Sturmbringer)
Band 7–8
Am Hof der Perle, Heyne 2002, ISBN 3-453-21377-7.
(Die Festung der Perle, Die Rache der Rose)
Band 1–6
Elric von Melniboné - Die Saga vom Ende der Zeit. Heyne 1984, ISBN 3-453-31060-8.
Band 1–8 (Neuübersetzung)
Elric Fischer 1984, ISBN 3-596-70768-4.

## Comics
- 2013 Elric - Tome 01 : Le trône de rubis GLENAT, ISBN 2-723-48704-0

Deutsch: 2014 Elric Band 1, Der Rubinthron Splitter, ISBN 3-868-69658-X
- 2014 Elric - Tome 02 : Stormbringer GLENAT, ISBN 2-723-48705-9

Deutsch: 2015 Elric: Band 2. Sturmbringer  Splitter, ISBN 3-868-69659-8

## Cross-Overs
Derzeit sind zumindest 2 Cross-Overs zu anderen Charakteren in der Fantasy-Literatur bekannt:
Conan and Elric vs. the Hordes of Chaos erschienen bei Marvel Comics 1972 "Conan #15,#16"
Elric and Kane von Karl Edward Wagner in Exorcisms and Ecstasies Fedogan & Bremer 1997, ISBN 1-878252-28-3.